# Eriastrum signatum
Eriastrum signatum là một loài thực vật có hoa trong họ Polemoniaceae. Loài này được D.Gowen mô tả khoa học đầu tiên năm 2008.